# Delta Velorum
Delta Velorum (Alsephina, δ Vel) – gwiazda wielokrotna, druga co do jasności w gwiazdozbiorze Żagla (wielkość gwiazdowa dla całego układu: 1,93m). Gwiazda ta jest odległa od Słońca o około 81 lat świetlnych. Absolutna wielkość gwiazdowa całego systemu wynosi −0,01m.

## Nazwa
Gwiazda ta ma nazwę własną Alsephina, która wywodzi się od arabskiego ‏السفينة‎ Al Safīnah, „okręt”, którą Arabowie określali historyczny gwiazdozbiór Argo. Nazwa ta była już powiązana z tą konkretną gwiazdą w wydanym w 1660 roku dziele Harmonia Macrocosmica Andreasa Cellariusa. Międzynarodowa Unia Astronomiczna w 2017 roku formalnie zatwierdziła użycie nazwy Alsephina dla określenia tej gwiazdy.

## Charakterystyka

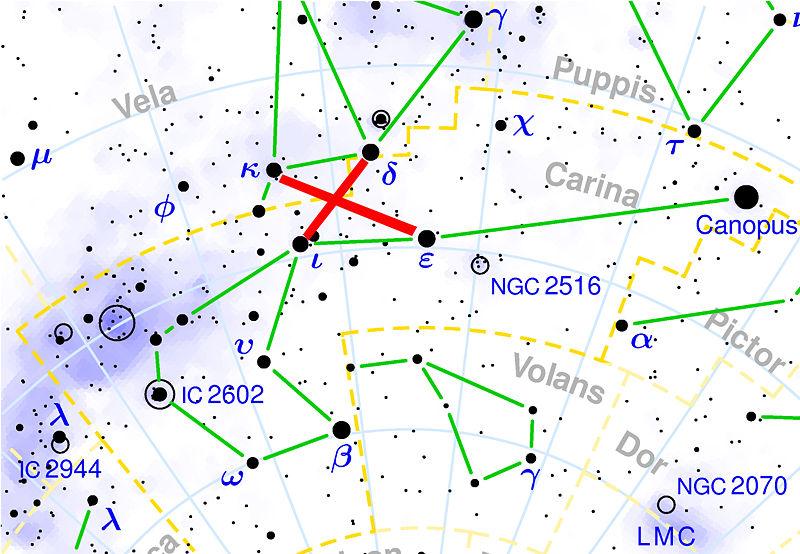
Gwiazdy tworzące Fałszywy Krzyż

Delta Velorum jest najjaśniejszą gwiazdą asteryzmu „Fałszywego Krzyża”. Około roku 9000 w wyniku precesji stanie się ona południową gwiazdą polarną.
Gwiazda ta nie jest widoczna z terytorium Polski, należy do obiektów nieba południowego.

### Delta Velorum AB
System Delta Velorum składa się z trzech gwiazd. Delta Velorum A jest gwiazdą zmienną zaćmieniową, której składniki, obiegając środek masy, wzajemnie się zasłaniają. Wielkość obserwowana gwiazdy to 2,1m, podczas zaćmienia zmienia się do 2,5m (większa wielkość gwiazdowa odpowiada mniejszej jasności). Główny składnik to gwiazda typu widmowego A1. Drugi składnik świeci słabiej, a jego typ widmowy to A5. Gwiazdy te obiegają się w ciągu 45,2 dnia w średniej odległości około 0,5 au. Na niebie dzieli je średnio zaledwie 0,01651 ± 0,00016 sekundy kątowej, orbita ma mimośród 0,287. Gwiazdy mają masy równe odpowiednio około 2,5 i 2,4 M☉ oraz promienie równe około 2,8 i 2,5 R☉, co wskazuje że opuściły już ciąg główny.
Delta Velorum B wraz ze składnikiem A tworzy układ potrójny – gwiazda ta to żółto-biały karzeł, ma on typ widmowy F8 i wielkość obserwowaną 5,57m. Ma masę równą około półtorej masy Słońca. Obiega centralną parę w ciągu 146,97 lat po eliptycznej orbicie (mimośród 0,482) w średniej odległości 2″, co odpowiada w przestrzeni 49 au.
Różne zaawansowanie ewolucyjne gwiazd tego systemu pozwala określić jego wiek na około 400 milionów lat.

### Delta Velorum CD
W 1847 roku John Herschel zaobserwował parę słabszych gwiazd odległych o 69 sekund kątowych od Delta Velorum A. Delta Velorum C ma wielkość obserwowaną 11,0m, Delta Velorum D – 13,5m. Na niebie dzieli je 5,6″ (pomiar z 1998 r.). Dawniej przypuszczano, że są one związane grawitacyjnie z δ Vel AB. Jeśliby tak było, to byłyby one czerwonymi karłami typu widmowego M, a jeden obieg wokół środka masy całego układu pięciu gwiazd zajmowałby im 28 tysięcy lat. Tymczasem widma tych gwiazd ukazują, że jest to żółty karzeł (typ G8 V) i pomarańczowy karzeł (typ K0 V), są to więc tylko optyczni towarzysze Delta Velorum AB – gwiazdy te muszą być położone dalej niż ten układ potrójny i nie są z nim związane.